# Fairmount (Indiana)
Fairmount é uma cidade  localizada no estado americano de Indiana, no Condado de Grant.

## Demografia
Segundo o censo americano de 2000, a sua população era de 2992 habitantes.
Em 2006, foi estimada uma população de 2777, um decréscimo de 215 (-7.2%).

## Geografia
De acordo com o United States Census Bureau tem uma área de
3,8 km², dos quais 3,8 km² cobertos por terra e 0,0 km² cobertos por água. Fairmount localiza-se a aproximadamente 265 m acima do nível do mar.

## Localidades na vizinhança
O diagrama seguinte representa as localidades num raio de 16 km ao redor de Fairmount.